# Села при Збурах
Села при Збурах (словен. Sela pri Zburah) је насељено место у општини Шмарјешке Топлице, регија Југоисточна Словенија, Словенија.

## Историја
До територијалне реорганизације у Словенији била су у саставу старе општине Ново Место.

## Становништво
У попису становништва из 2011. године, Села при Збурах су имала 24 становника.
| Број становника према пописима | Број становника према пописима | Број становника према пописима |
| ------------------------------ | ------------------------------ | ------------------------------ |
| 1991                           | 2002                           | 2011                           |
| 55                             | 22                             | 24                             |

Напомена: До 1953. исказивано под именом Села. Године 1996. смањен за део насеља који је са издвојеним деловима из насеља Радовља и Жаловиче спојен у ново самостално насеље Когло.